# Madame de Villeblanche (compositrice)
Ne doit pas être confondu avec Madame de Villeblanche (écrivaine).
Madame de Villeblanche, née Charlotte Madelaine Louise de Pernet en juin 1766 à Saint-Domingue et morte le 11 août 1789 à Paris, est une compositrice française. Elle est l'auteure de quatre sonates pour le piano-forte ou le clavecin.

## Biographie

### Jeunesse et famille
Charlotte Madelaine Louise de Pernet naît en 1766 à Saint-Domingue, fille de Charles Hyacinthe de Pernet, écuyer, et de Marie Louise Bouchaud de La Foresterie. Sa mère vient d’une famille de colons de Nantes établis à Saint-Domingue, enrichis grâce aux plantations de canne à sucre et de café. 
En octobre 1781, après le décès de sa mère, la jeune fille est émancipée. Son cousin, l'écrivain et musicien Michel Paul Guy de Chabanon, est nommé curateur et tuteur. Le 6 avril 1782, elle quitte le couvent des Ursulines où elle vit pour épouser en l’église Saint-Eustache René Armand Levasseur de Villeblanche, major de la marine décoré de l’ordre de Saint-Louis.
Le couple a deux enfants : le 7 juillet 1784, Armand Levasseur de Villeblanche, futur auditeur au Conseil d’État, nommé par Napoléon intendant du gouvernement de Smolensk, et mort le 16 novembre 1812 pendant la bataille de Krasnoï ; le 12 juillet 1787, une fille prénommée Auguste Monique Hermine.

### Parcours
Charlotte Madelaine Louise de Pernet apprend la musique dans sa jeunesse : elle prend notamment des cours auprès d'un professeur de musique tandis qu'elle est sous la tutelle de Michel Paul Guy de Chabanon. Elle devient l'élève du pianiste Nicolas-Joseph Hüllmandel — alors professeur à la cour de Louis XVI — qui, en 1782, lui dédie un recueil de trois sonates. Trois ans plus tard, Chabanon dédicace à son tour à sa cousine trois sonates pour clavecin, avec accompagnement de violon.
La jeune fille compose quatre sonates pour le piano-forte ou le clavecin, composées pour les trois premières de trois mouvements, la dernière en comptant seulement deux. Le Journal de Paris souligne la qualité des morceaux « dont les motifs sont neufs & les traits brillans, sans nuire aux grâces du chant. »
La compositrice meurt prématurément en 1789, en son domicile de la rue de Grenelle-Saint-Germain. Sa notice nécrologique paraît deux jours plus tard dans le Journal de Paris.
L'année suivante, son mari fait publier en sa mémoire les partitions des quatre sonates chez Jean Baptiste Léopold Désormery,. En 1828, ce dernier fait paraître à son tour un recueil de diverses pièces pour piano, dont l'une est signée Madame de Villeblanche,. Conçu comme une variation sur le thème du deuxième mouvement de la sonate no 1 de la compositrice, ce morceau a probablement été écrit par Désormery lui-même bien après qu'elle est décédée.

## Œuvres
- Quatre Sonates pour le piano-forte ou le clavecin, Paris, Désormery, gravées par Mme Brichet de Saint-Quentin, 178?, BnF (Bibliothèque du Conservatoire)[7]
- Jean Baptiste Léopold Désormery (?), [Andante sur un thème de Madame de Villeblanche], in Vari autori, Seconde Suite d’études et morceaux de différents caractères pour le piano publiée par J. B. L. Désormery, Paris, Richault, [1828], 87 p., BnF (cote VM8 S-265)

## Dédicaces
- Nicolas-Joseph Hüllmandel, Trois Sonates pour le piano forte ou le clavecin avec accompagnement d’un violon ad libitum pour les deux premières et obligé pour la troisième, dédiées à Madame de Villeblanche… Gravées par Mme Oger…, 1782 [lire en ligne]
- Michel Paul Guy de Chabanon, Trois Sonates pour le clavecin, accompagnement de violon, dédiées à Madame de Villeblanche, Paris, Sieber, 1785[4]

## Source
: document utilisé comme source pour la rédaction de cet article.
- Dominique Salva, « Madame de Villeblanche, sonates pour une amante défunte », Enquêtes d'identité,‎ 27 février 2024 (lire en ligne)